# Doumani Peak
Der Doumani Peak ist ein 2675 m hoher Nebengipfel des Mount Sidley in der Executive Committee Range des westantarktischen Marie-Byrd-Lands. Er ragt am Südhang dieses Schildvulkans auf.
Das Advisory Committee on Antarctic Names benannte ihn 1962 nach dem Geologen und Seismologen George Alexander Doumani (* 1929), der im Februar 1959 als Mitglied der Mannschaft auf der Byrd-Station an Vermessungen der Executive Committee Range sowie zwischen 1959 und 1960 in anderen Gebieten des Marie-Byrd-Lands beteiligt war.